# Jahmal Harvey
Jahmal Harvey (19 de noviembre de 2002) es un deportista estadounidense que compite en boxeo.
Ganó una medalla de oro en el Campeonato Mundial de Boxeo Aficionado de 2021 y una medalla de oro en los Juegos Panamericanos de 2023, ambas en la categoría de 57 kg.

## Palmarés internacional
| Campeonato Mundial   | Campeonato Mundial | Campeonato Mundial | Campeonato Mundial |
| Año                  | Lugar              | Medalla            | Categoría          |
| -------------------- | ------------------ | ------------------ | ------------------ |
| 2021                 | Belgrado (Serbia)  | Medalla de oro     | 57 kg              |
| Juegos Panamericanos |                    |                    |                    |
| Año                  | Lugar              | Medalla            | Categoría          |
| 2023                 | Santiago (Chile)   | Medalla de oro     | 57 kg              |